# WiMAX

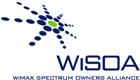

WiMAX (Worldwide Interoperability for Microwave Access) is een standaard gebaseerd op de IEEE 802.16 (en ETSI HiperMAN) standaard voor breedbandige draadloze netwerken met middelgroot bereik. IEEE 802.16 staat ook wel bekend onder de naam WirelessMAN. Op 19 oktober 2007 werd WiMAX door het ITU toegevoegd aan de standaard voor 3G-netwerken.

## Bereik vaste systemen
Over WiMAX wordt vaak gezegd dat het theoretische bereik 50 km en de datasnelheid maximaal 70 Mbit/s bedraagt. Deze kenmerken vinden hun oorsprong in het document van technische vereisten dat in 1999 door IEEE 802.16 werd vastgesteld voor het te standaardiseren systeem dat toentertijd enkel als vast netwerk werd voorzien. De afstand van 50 kilometer wordt door 802.16 wel gehaald, maar enkel volgens de definitie voor vaste systemen boven 10 GHz waar 28 MHz aan bandbreedte voorhanden is en zeer precies uitgerichte antennes op vaste terminals typerend voor zijn. Ook de doorvoersnelheid van 70 Mbit/s is voor deze systemen in de praktijk haalbaar. De kosten en de vereisten voor Line-of-Sight limiteren het gebruik van dit soort systemen.

## Snelheid
Voor vaste systemen onder de 11 GHz-standaard is de theoretische datasnelheid ook maximaal 70 Mbit/s, maar dit wordt enkel bereikt in license exempt kanalen waar men 20 MHz aan bandbreedte ter beschikking heeft. Het theoretisch bereik ligt, afhankelijk van de aannames, rond de 10 km. Deze Fixed WiMAX systemen kunnen in eerste instantie gebruikt worden voor het leveren van breedbandverbindingen in gebieden waar Internet via de kabel of ADSL niet beschikbaar is.

## Bereik bij mobiele systemen
Voor mobiele systemen, gedefinieerd via het amendement 802.16e-2005, geldt in de praktijk dat de bandbreedte meestal 10 MHz is. De theoretische doorvoersnelheid ligt dan rond de 40 Mbit/s (bij gebruik van MIMO). Realistisch gezien komt dit echter neer op minder dan 20 Mbit/s (dicht bij het basisstation) wat gedeeld moet worden onder alle gebruikers en in beide richtingen. Men mag dan ook verwachten dat operators aan gebruikers een datasnelheid van 1 Mbit/s zullen toestaan. Het theoretisch bereik ligt, afhankelijk van de uitgangspunten, rond de 2 km.

## WiMAX en wifi
Het principiële verschil tussen WiMAX en wifi is dat WiMAX een meer master-slave georiënteerde techniek is, waarbij het basisstation de volledige controle over transmissies heeft. Dit heeft als voordeel dat een WiMAX-systeem QoS veel beter weet te garanderen, maar heeft als nadeel dat het uitrollen van een WiMAX-netwerk veel meer kennis en planning vergt, omdat het veel minder georiënteerd is op het eerlijk delen van het kanaal met andere systemen, iets waaromheen wifi principieel is opgebouwd. Voor huis-tuin-en-keukengebruik is een WiMAX-basisstation dan ook niet geschikt.
Het risico bij toepassing van WiMAX op 2.5 GHz is echter interferentie van de signalen zoals dat ook tot storingen kan leiden bij wifi. Een revisie van de IEEE 802.16 standaard die in 2008 uit kwam, "Rev2" genaamd, bood oplossingen om deze problemen te voorkomen.

## Toepassingen

### Nederland
WiMAX werd commercieel aangeboden door IP Specials BV en Fiber010 (na een overname van de Worldmax 3.5 frequentie). In Nederland werd vooral business to business Wimax aangeboden alsook gebruik in veiligheidsnetwerken, denk aan cameratoezicht en back-up verbindingen voor evenementen.
Op het Brabantse platteland bij Knegsel - tussen Eindhoven en de Belgische grens - is de eerste openbare Nederlandse toepassing van WiMAX actief geworden (mei 2007); Ziggo leverde hier WiMAX diensten in samenwerking met Alcatel-Lucent, Stichting Smart Homes, Feel Safe Vision en MeaVita. In de Brabantse regio zijn drie antennes geplaatst die draadloos breedbandinternet verzorgen tot 25 kilometer afstand.
In het centrum van Amsterdam heeft Worldmax onder de merknaam Aerea in 2008 een WiMAX-netwerk uitgerold, maar maakte in juni 2010 bekend te stoppen met de dienstverlening in Amsterdam aan consumenten. Aerea gaat nu verder als een B2B provider in heel Nederland (met uitzondering van het hoge noorden)
Eerder in 2006/2007 was er op de Kop van Zuid in Rotterdam een commercieel systeem in gebruik genomen.
In 2009 werd een frequentieruimte van 194,7 MHz rond de 2.6 GHz geveild, waarbij iedere partij maximaal 40 MHz kon verwerven (in bijzondere gevallen wat meer). De licenties werden technologieneutraal uitgegeven, wat betekent dat een verwerver de band ook voor LTE kan gebruiken.
In 2010 werd in een rapport naar de overheid gerapporteerd dat de enige aanbieder in Nederland ermee gestopt was.

### België
In België werden in 2007-2008 vier WiMAX-netwerken actief, in de regio's rond Brussel, Leuven, Gent, Aalst. De WiMAX-antennes zijn er geplaatst door Clearwire. Clearwire België werd hernoemd naar B.Lite en was actief tot augustus 2014. Dochteronderneming Mac Telecom bleef actief op de professionele markt. In 2016 werden de gebruiksrechten van de frequentieband van B.Lite en Mac Telecom overgedragen aan Broadband Belgium, die in 2017 zijn gebruiksrechten inleverde.

### Overige landen
Er is onlangs in Brazilië een WiMAX-netwerk in gebruik genomen. Onder andere Intel heeft de stad Parintins, gelegen diep in het Amazoneregenwoud, hierin voorzien. Het netwerk geeft de bewoners van deze stad toegang tot het internet. Voorheen was de enige manier om er te komen (zowel digitaal als fysiek) een bijna 27 uur durende boottocht.
In Taipei in Taiwan is er een test gestart met WiMAX op een wolkenkrabber om het hele gebouw van een draadloze verbinding te voorzien.
In Nieuw-Zeeland is een project gestart om het gehele eiland van WiMAX te voorzien.
In Marokko wint WiMAX aanzienlijk marktaandeel tegenover andere netwerkvormen. Dit omdat het land moeilijk is te bekabelen.
Een speler op deze markt is bijvoorbeeld Maroc Telecom. Volgens voorspellingen van deze aanbieder zal WiMAX in 2010 de populairste vorm van internet zijn voor de particuliere gebruiker en kleine bedrijven.
In Spanje is er een WiMAX-netwerk draadloos internet met antennes op de heuvel van de Heremita van Vinaros die het achterliggend landelijk gebied bedient, uitgebaat door de firma TECNOWIMAX, S.L.U. onder de naam Onanet. Langs de Costa Blanca biedt Aeromax draadloos internet aan.
Opmerkend: Dat veel bedrijven GEEN WiMax te leveren maar LongRange Wifi 5GHz. band, die geven standaard GEEN 1: Publiek IP-adres, 2:DDNS mogelijkheid 3:open Poorten. WiMAX of LongRange WiFi (5GHz band) soms (naast satellietinternet) de enige mogelijkheid voor breedbandinternet in heuvel/bergachtige gebieden (El Campo)
Verder is er een eerste product beschikbaar dat gebruikmaakt van WiMAX. Dit is de Venturi Fétish van Venturi Automobile uit Monaco.
In Frankrijk is WiMAX soms (naast satellietinternet) de enige mogelijkheid voor breedbandinternet in enkele bergachtige regio's.

## Verwante onderwerpen
- Wifi